# Wentworth, Missouri
Wentworth är en ort i Newton County i delstaten Missouri, USA.